# Powierzchnia prostokreślna

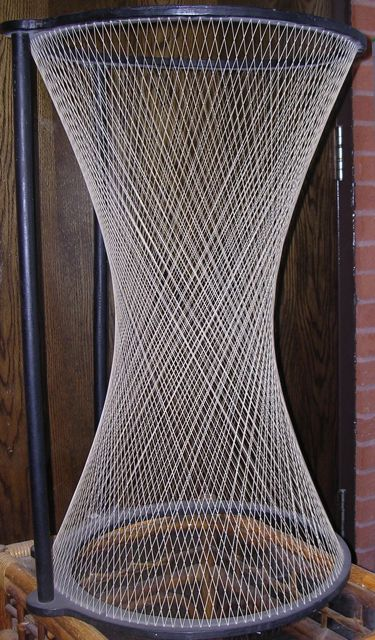
Hiperboloida jednopowłokowa – przykład powierzchni prostokreślnej

Powierzchnia prostokreślna, powierzchnia rozwijająca – powierzchnia, która razem z każdym jej punktem zawiera przechodzącą przez niego prostą.
Powierzchnia jest prostokreślna (rozwijająca), jeżeli ma parametryzację postaci {\displaystyle x(u,v)=\beta (u)+v\delta (u),} gdzie β i δ są krzywymi. Znaczy to, że cała powierzchnia jest zbudowana z prostych wychodzących z krzywej β(u) w kierunku δ(u). Krzywa β(u) jest nazywana kierownicą, natomiast prosta o kierunku δ(u) to tworząca.
Na powierzchniach rozwijalnych mogą istnieć punkty takie, że {\displaystyle x_{u}\times x_{v}=\beta ^{'}(u)\times \delta (u)+v\delta ^{'}(u)\times \delta (u)=0.} Punkty takie podlegają istotnym ograniczeniom.
Powierzchnie prostokreślne, ze względu na łatwość wykonania, są często stosowane w architekturze.
Szczególnym przypadkiem są powierzchni prostokreślnych są te podwójnie prostokreślne – te, dla których można określić dwie różne parametryzacje: {\displaystyle x(u,v)=\beta (u)+v\delta (u)} i {\displaystyle y(u,v)=\alpha (u)+v\varphi (u).}

## Przykłady powierzchni prostokreślnych
- Niektóre kwadryki:
  - Powierzchnia stożkowa[1]: {\displaystyle x(u,v)=p+v\delta (u),} gdzie {\displaystyle p} jest ustalonym punktem,
  - Powierzchnia walcowa[1]: {\displaystyle x(u,v)=\beta (u)+vq,} gdzie {\displaystyle q} jest ustalonym wektorem kierunkowym,
  - Paraboloida hiperboliczna – przez każdy jej punkt przechodzą dwie różne proste leżące w całości na tej powierzchni,
  - Hiperboloida jednopowłokowa[1],
- Konoida,
- Helikoida.